# Mustafa Karim
Mustafa Karim Abdullah (Baghdad, 21 luglio 1987) è un calciatore iracheno, attaccante dell'Al-Naft.

## Carriera

### Club
Comincia a giocare in patria, al Karbalaa. Nel 2005 passa all'Al-Shorta. Nel 2006 viene acquistato dall'Arbil. Nel 2007 si trasferisce in Egitto, all'Ismaily. Nell'estate 2009 passa allo Sharjah, squadra degli Emirati Arabi Uniti. Nel gennaio 2010 viene prestato in Qatar, all'Al-Sailiya. Rientrato dal prestito, viene ceduto al Baniyas. Nell'estate 2011 torna in patria, all'Al-Shorta. Nel gennaio 2012 viene acquistato dall'Al-Ittihad Alessandra, squadra egiziana. Nell'estate 2012 torna nuovamente in patria, all'Al Quwa Al Jawiya. Nel 2013 passa all'Al-Shorta. Nel 2014 torna all'Al Quwa Al Jawiya. Nell'estate 2015 si trasferisce in Bahrein, all'Al-Muharraq. Nel gennaio 2016 viene acquistato dall'Al-Naft.

### Nazionale
Ha debuttato in Nazionale il 24 gennaio 2008, nell'amichevole Giordania-Iraq (1-1). Ha messo a segno le sue prime reti con la maglia della Nazionale il 29 settembre 2010, in Palestina-Iraq (0-3), in cui ha siglato la rete del momentaneo 1-0 e quella del momentaneo 2-0. Ha partecipato, con la Nazionale, alla Coppa d'Asia 2011. Ha collezionato in totale, con la maglia della Nazionale, 51 presenze e 8 reti.